# Adeonella distenta
Adeonella distenta är en mossdjursart som beskrevs av Hayward 1988. Adeonella distenta ingår i släktet Adeonella och familjen Adeonellidae. Inga underarter finns listade i Catalogue of Life.